# Mahemdāvād
Mahemdāvād är en ort i Indien.   Den ligger i distriktet Kheda och delstaten Gujarat, i den västra delen av landet, 800 km sydväst om huvudstaden New Delhi. Mahemdāvād ligger 37 meter över havet och antalet invånare är 32 504.
Terrängen runt Mahemdāvād är mycket platt. Runt Mahemdāvād är det tätbefolkat, med 709 invånare per kvadratkilometer. Närmaste större samhälle är Nadiād, 18,0 km sydost om Mahemdāvād. Trakten runt Mahemdāvād består till största delen av jordbruksmark.